# Klunsflotjärnen
Klunsflotjärnen är en sjö i Bergs kommun i Jämtland och ingår i Ljusnans huvudavrinningsområde. Sjön har en area på 0,0515 kvadratkilometer och ligger 630,2 meter över havet.

## Delavrinningsområde
Klunsflotjärnen ingår i det delavrinningsområde (690995-143390) som SMHI kallar för Ovan Kölbäcken. Medelhöjden är 550 meter över havet och ytan är 29,29 kvadratkilometer. Räknas de 4 avrinningsområdena uppströms in blir den ackumulerade arean 93,55 kvadratkilometer. Linan (Mossån) som avvattnar avrinningsområdet har biflödesordning 3, vilket innebär att vattnet flödar genom totalt 3 vattendrag innan det når havet efter 244 kilometer. Avrinningsområdet består mestadels av skog (68 procent) och sankmarker (30 procent). Avrinningsområdet har 0,38 kvadratkilometer vattenytor vilket ger det en sjöprocent på 1,3 procent.